# متان‌سولفونیل کلرید
متان‌سولفونیل کلرید (به انگلیسی: Methanesulfonyl chloride) با فرمول شیمیایی CH۳ClO۲S یک ترکیب شیمیایی است. که جرم مولی آن ۱۱۴٫۵۶ g/mol می‌باشد. شکل ظاهری این ترکیب، مایع است.